# Saint-Dos
Saint-Dos é uma comuna francesa na região administrativa da Nova Aquitânia, no departamento dos Pirenéus Atlânticos. Estende-se por uma área de 1,83 km². Em 2010 a comuna tinha 160 habitantes (densidade: 87,4 hab./km²).